# Internationella paralympiska kommittén
Internationella paralympiska kommittén (IPK; engelsk förkortning: IPC) är en internationell ideell organisation och det globala styrande organet för den paralympiska rörelsen. Kommittén organiserar de paralympiska spelen och fungerar även som internationellt förbund för tio paraidrotter. Organisationen grundades den 22 september 1989 och har sitt högkvarter i Bonn i Tyskland.